# 火輪
『火輪』（かりん）は、河惣益巳による日本の少女漫画作品。隔週誌『花とゆめ』（白泉社）にて、1992年4号から1997年10号まで連載された。全100話。白泉社からコミックス全17巻、文庫版は全8巻が出版されている。

## 概要
舞台となるのは中国をモデルとした架空の異世界で、道教神話の神々（厳密に見ると独自の設定が付加されている）が存在している。物語のモチーフは封神演義。主人公は謎の出自を持つ半人半神の少年・琅亮（ラン・リーアン）。竜王剣の盗難をきっかけに中国と天界を写し絵のごとく進む物語。リーアンは四方将神の一柱・青龍である東海竜王の眷属として成長したが、彼の成人とともに、天界・地界は戦乱の世となっていく。

## 登場人物

### 主人公
琅亮（ラン・リーアン）
本作の主人公。東海竜王の眷属として成長した出自不明の少年（1巻開始時、15歳前後）。白真珠の精である白玲の養い子で、「昇竜山の小竜（シャオロン）」として天・仙界に知られている。
人界に盗み出された竜王剣を取り戻すことを目的として舜の都に赴くが、それをきっかけに自身の出自を知ることとなり、乱世の中心へと巻き込まれることになる。
東海青竜王・敖広を「敖兄（アオけい）」と呼んで慕っている。リーアンに自覚はないが、これは破格な特別扱いであり、竜王を私的に「敖兄」と呼べるのは天界でも天帝・開のみである。
「竜王剣の三真珠」の長姉である黄金真珠の精・昱花と、竜王家・汎梨公主の末裔である地仙・望の子で「豎眼」を持つ「黄龍」にして「麒麟」。その血と能力は昱花の願いにより、広（竜族の血）と白玲（豎眼）によって封印されていた。

### 竜族
敖広（アオ・コアン）
四方将神の一柱、東の青龍。天界最古にして最強の一族である竜族の長。当人も天界最強の武人。
リーアンの父親代わり・後見人。白真珠の精である白玲に想いを寄せていた。後に、天・仙界の平穏の為、また自身の幸福を願って開を女性に「変態」させて妃となるよう求婚した。
物語終盤、「竪眼」がある事が判明。ヘイシャオから「どうして今まで隠していたのか…」と驚かれた。
開（カイ）
現在の天帝。無限の神通力を持つ第三の目「豎眼」を具えた「黄龍」。後に女性に変態して広の妃になる（変態が可能なのは豎眼の力ではなく、開の出自の為）。
広の叔父で先の竜王弟である祐と、広の妃に定められていた白玲の不義密通の末に生を受けた。「豎眼」を持つ「黄龍」であった為、嗣子のなかった先の天帝の実子とされることになった（豎眼は「中央の竜王家」から生まれる天帝の証の為。この時は広（東の竜王家）の豎眼は秘されていた）。自身の出自は「竜王公主を母に持たない初の天帝」という、他の天・仙界人と同程度のことしか知らなかった。
祥（シアン）
広の父であり、竜族の先代の王。三真珠を三方に分けるよう天帝に命じられた際、水晶宮に残すのは「次代の竜王＝広の妃」とし、広本人の選択で白玲を選んだ。祐が白玲を妊娠させたと知った際、昇竜山に籠もらせて密かに出産させるよう命じた。
黒韶とは、彼女が水晶宮にいた頃に愛人関係にあった。黒韶は彼の望み通りの女であり、黒韶も彼を愛していた。
祐（ユウ）
祥の弟で、広の叔父。白玲が甥・広の婚約者であること、広が白玲を愛し始めていることをわかっていながら、「白玲に愛されたければ、愛して欲しいと願えばいいだけだ」と、白玲の真珠精としての特性（他者の思うようになる）を利用し、相思相愛になった。開の実の父。
祥の死後、竜王位を巡って広と対立して敗北、竜王剣で殺された。そのショックで白玲は千年、真珠態に戻った。
汎梨（ファンリー）
開誕生後、祥が「竜王公主が必要」として生まれた広の異母妹。本来の水竜の力だけではなく、地竜の力も持っていた。「天帝の正宮（正妃）は竜王公主」との決まりの為、生まれながらに開の婚約者だったが、人間である戴曙（碧国の国主）に降嫁する。この後の碧の国主の一族は彼女の末裔である。
人間になった為、既に故人。遺体は殯の前に霧散した。開の出自は知らない。
紅（ホン）
竜族長老の一人で、依緋（イフェイ）の長兄。代々竜王家重臣を務める、紅家の当主。リーアンには好意的で、女に変態できると知った時は「我らが王の妃に下され」と望に懇願した（男に戻ったら竜王家の嗣子に、と求めた）。
紅依緋（ホン・イフェイ）
竜族長・紅大人（ホンターレン）の十番目の妹である事から、「十妹（シーメイ）」と呼ばれている。火を操る「火竜」で、炎のごとき赤毛と紅玉のような瞳の持ち主。
銀芦（イン・ルー）
風竜で、白子（アルビノ）であり"涼風をまとった如き白い髪と白い肌"の持ち主。瑤池の西王母に仕える、双子の姉がいる。
卓堅（ツアオ・ケン）
地竜で、生まれつき視力が無いが、その体の一部を大地につけていれば、全世界を見通す能力の持ち主。

### 竜王剣の三真珠
白玲（パイリン）
白真珠の精。三真珠精の末妹。「次代の竜王妃」として広の婚約者だったが、広の叔父・祐もまた彼女を愛した為、悲劇が起こった。
リーアンの養い親。白真珠のイメージどおり、繊細で敏感な心を持ち、外からの影響を最も受けやすい性質を持つ。受け入れ切れない時は、元の真珠に戻ってしまうという不安定なものでもある。
昱花を「大姐（ターチェ）」、黒韶を「二姐（アルチェ）」と呼び、慕っている。
黒韶（ヘイシャオ）
黒真珠の精。仙人の淫心・情欲さえそそる美貌を持ち、また情深く艶冶な美女。かつて、幼い玉皇太子・開を誘惑したとして天宮を追放された（最初期は天界仙界を追放された設定だったが、途中で「天宮を追放」に変わった。その為、紅大人達は「天宮を追放された後は、当然水晶宮に戻ってくれると思っていた」と述べている）。
両の竜王家の秘密（開の出自）を守ろうとしていた自身を追放した天を恨む。「地上を乱せば天界も乱れる」という法則を成就させようと画策し、人界に降りた。時の皇帝を誘惑したが、その時は華王朝の侵攻が早すぎた事などで地上を乱すまでには至らなかった。その数百年後に、華王朝皇帝の寵妃となり、第四皇子・律（リュイ）を産んだ後、妖力を使いすぎて黒真珠に戻った。
水晶宮にいた頃は先の竜王・祥の愛人だった。
昱花（ユイホワ）
黄金真珠の精。清冽で謹厳な印象の美女で、西の果てにある瑶池で暮らしていた。
リーアンの産みの母。揺池を去った後、洞府を開き女仙として暮らしていたがある日突然、汎梨（前述）からの波動を受け碧国へ行き望と出会って愛し合い、リーアンを儲ける。
瑶池での官職名は「九天玄女」。竜吉（ロンチー）を始めとする西王母の娘たちの養育係。特に竜吉からは「大姐（ターチェ）」（初期は姐々）と慕われている。

### その他の神仙
楊戩（ヤン・ジン）
清源妙道真君の仙号を持つ仙人で、リーアンの師。「道兄」と呼ばれている。
仙人になる前（人の頃）は武人だった。人の頃から気が強い女性が好み。一千年前、華に滅ぼされた辰王朝の皇妹を母に持ち、父は代々の大元帥。当人も華麗な剣技から「如鳳（ルーフォン）将軍」と称された。伯父である皇帝の遺言で次期皇帝に指名されたが、それから逃れる為玉鼎真人（仙人）に弟子入りした。
かつて天帝・開に滅ぼされた鳳凰族の王で、四方将神の一柱、南の朱雀の力と遺志を受け継いでいる。
物語終盤、律に反魂術を行うも、それと引き換えに朱雀の力を失う。
竜吉（ロンチー）公主
瑶池の金母（西王母）の娘（長女）で楊戩の妻。父は男仙の長・東王父。
その美貌で天界人を惑わしたとして天界を追放され、鳳凰山に住んでいた。楊戩の子を身ごもり、母の後を継いで西王母となる。年1度の『幡桃会』で、開に瑤池の大斗閣を破壊された為に激怒。天宮に宣戦布告し、広が仲裁した。このことで開には隔意があり、リーアンの豎眼が発覚した際は彼を天帝に推した（リーアンは拒否している）。
胡勲（ホー・シュン）
四方将神の一柱、西の白虎。リーアンからは「胡哥々（ホーココ）」と呼ばれる。育ての親でもある昱花に慕情を抱いている。
玄武（げんぶ）
四方将神の一柱で北の王。霊亀族の長で最後の生き残り。リーアン曰く「でっかい亀」。古芳の体を借りて、リーアン達を自身が住まう鍾乳洞へと誘った。
己の死期を覚り、リーアンに亀甲宝珠を託す。その後、消滅（死去）。
前朱雀（すざく）
六百年前の鳳凰族の長で、「青龍」とは天界で一、二を争う武人だった。玉鼎真人の知己。気性の激しさから、天帝・開としばしば対立し、「いつか、これが爆発するのでは」と天界中が案じていた。
ある日、天帝軍から鳳凰族の火炎宮を急襲され、瀕死の状態で玉泉山にたどり着き、行をしていた楊戩に朱雀の力を託し、燃え尽き消滅（死去）した。
悠明（ユーミン）
竜吉に仕える女仙。リーアンに想いを寄せる。
彼女がリーアンに渡した竜丹が、彼の運命に大きな変化をもたらす事となった。
西王母（サイオウボ）
西の瑤池に住まう、西方を治める女仙の長。正式名称・瑤池金母（ようちきんぼ）。
竜吉の母。夫は、蓬莱山に住む男仙の長・東王父。昱花を瑶池で預かる。
竜吉を産むと、その教育係として昱花を指名。黒韶が天界追放されたことを知った当時、天宮の処分が男たちの身勝手であること、真珠精であっても心を傷つけられることを憂慮していた。
先の天帝（さきてんてい）
広（コアン）の父・祥（シアン）の大伯父に当たる。「竜王族の三真珠」が引き起こした天変地異の際、三名を引き離すことを命じた。黒韶を天宮で預かる。
正宮だけでなく妾妃との間には実子に恵まれず、広を養嗣子にと望むも、祥から断られた。
白玲（パイリン）が開を出産した直後、広たちの前に現れ「実子として引き取る」と告げた。
玉鼎真人（ギョクテイシンジン）
朱国の玉泉山に洞府を開く仙人。楊戩の師父。
第1巻序盤、リーアンから弟子入りを懇願されるが、天帝・開からの命で断った。だが、楊戩が自分に無断でリーアンを弟子にした事で、破門を言い渡した。
第10巻では、楊戩に反魂香を譲って欲しいと請われ、これに応じた。
東王父（トウオウフ）
東の蓬莱山に住まう、男仙の長。竜吉の父。

### 人間

#### 華王朝
リュイ（律）
華王朝の第四皇子で、後に宰相となる。皇帝の寵姫だった黒韶の生んだ皇子として宮廷で育つ。容姿は黒韶と同じ。
黒真珠（=黒韶）を復活させる為、憎悪や怨嗟の“気”を集めるべく乱世を引き起こす。黒韶が自身の卵子をベースに造り出した一種のクローン体で、オリジナル体の黒韶が眠っている間、その目となり耳となって陰謀を巡らせた。
レン・ソンツェン
華の将軍。西方で生まれ、売春宿で男娼として働かされていたが、成長後に関の警護役人として登用、盗賊征伐の功により都へ召し出され皇子・律の護衛となった。
律を絶対の存在とし、その為なら魂すら捧げられると言い切る。異父妹はアディリナ。
『地仙』の才があり、無欲で純粋な性格。
淡国討伐の際、リーアンの手にかかり命を落とすが、律の反魂術によって蘇生。
寿（ショウ）
華王朝の第三皇子（妾腹）。己の武勇を誇っているが、実際にはレンら周囲の者たちの配慮により「竜王君」と追従されていた。短気で粗野だが、自身の武名に傷がつくことを嫌う誇り高さもあった。律に唆され、正嫡の病弱な長兄と英明な次兄を殺害し、更には父帝を弑逆して皇帝となり、乱世を招く元凶となる。律曰く「昏君（愚王）」。
律の生母・黒韶が初恋の人だった。
林湊（リンツォ）
華の都にある、道観（道教寺院）・『鶴翼観』の観主で、楊戩の弟弟子。
楊戩が玉鼎真人から破門された事を知り、驚く。
律と共謀し、北征が失敗に終わるよう橡国の母太后・シーシェや重臣たちに呪詛（左道）をかけた。その事を玄武から知らされた楊戩に「仙界の掟を破った」罪により、誅殺された。
英（イン）
寿・律の異母兄（嫡出）。桑締の従弟。
第1話と物語中盤回想シーンに登場。高齢の父帝と病弱で寝たきりの兄皇太子に代わり、宰相として華王朝の政を取り仕切っている。幼い頃、桑締と共に華国に留学中の望になついていて、彼が母国に帰る時には、桑締と共に泣いて引きとめた。
第1話で寿がリーアンを地下牢へ投獄した事を宋得から知らされ、助命・釈放を懇願されてリーアンを釈放。寿に「禁軍総帥の任を解く」と命じ、さらに謹慎処分を命じた。その事を恨み、かねてよりの野心に火をつけた寿に斬殺された。
宋得（スントウ）
華の大学寮長官→『鶴翼観』道士。
第1話〜第2巻前半まで登場。若い頃は仙道を学び、「その折には娘々にも大変お世話になった」とリーアンへの協力を快く引き受けた。『竜王剣』をめぐって、リーアンが王宮で起こした騒ぎがきっかけとなり、大学寮長官の任を解かれ、投獄された。だが、律が寿に内密でこっそり釈放し、『鶴翼観』観主・林湊に預けられた。
その後は道士として暮らしていたが、リーアンが後宮に忍び込み、『竜王剣』を奪還しようとした件がきっかけとなり、捕らえられ、獄舎で拷問の末刑死した。

#### 碧国
東海竜王家の汎梨公主を祖先に持つ。かつて碧国家では、竜族の血を純血のまま保とうとして血族婚を続けていたが、次第に健常な子供が誕生・成長しなくなり、唯一残った当主から一切の血族婚が禁じられた。
戴望（タイ・ワン）
竜王・敖広の妹・汎梨公主を先祖に持つ、東の大国碧の公子。地仙。リーアンの実父。
文武ともに群を抜いて優秀で、若くして「竜王君」と呼ばれ、周りからは国主となる事を望まれていたが、庶子であることを理由に、海辺の岩屋へ隠棲した。それ故に地仙の力が目覚め、老いることが極度に遅くなっている。18年前、昱花と出会い愛し合った。乱世の中で自身の望まぬ立場に立たされる。
息子（娘）であるリーアンを溺愛しており、同盟国主たちも呆れるほどの「親バカ」。
戴杏沙（タイ・シンシア）
綵の一人娘。リーアンの従妹。
碧国娘子軍を率いる。美人で気が強く負けず嫌い。先祖である汎梨公主に憧れを抱く。
戦の最中、リーアンから愛を告白されるも、一族の禁忌を理由に一度は断るが物語終盤でリーアンと結婚した。
戴洋（タイ・ヤン）
碧の国主。望と綵の父。老獪で抜け目が無い。だがその反面、非常に涙もろい。長男・望は洋が一族の禁忌を破り、従妹姫との間に生した子だった。
戴綵（タイ・セイ）
望の異母弟。正嫡の次男。兄を心から敬愛している。望を差し置いて国主の座に就くことを頑強に拒み、事あるごとに望の帰還を望んでいた。華軍との戦いで戦死する。
杏沙の母
回想シーンに登場。市井の出身で、綵が望の岩屋を訪ねるために碧の街を歩いていた時に知り合う。
父を除く周囲からは結婚を猛反対されたが、他に側室を置かず、仲睦まじい夫婦だった。一昨年に亡くなった。
戴曙（タイ・シュウ）
回想シーンに登場。広の異母妹・汎梨の夫で、数百年前の碧の国主。
彼女との結納の際、碧国海岸と竜王宮を繋ぐ『水脈（みち）』と宮の主を招く言霊（ことだま）を、結納品として広から贈られた。

#### 朱国
華王家の外戚。桑締の項にもある通り、寿・律の故・父帝の皇后は伯母に当たる。
桑締（サン・テイ）
南の大国・朱の国主。実は楊戩と、人間であった頃の侍女・阿茜（アチェン）との間に生を受けた子の末裔である。幼少の頃、華の王都・舜に留学しており、望と面識がある。寿・律の父帝の皇后は彼の伯母であるため、華朝の外戚でもある。
望を敬愛し、新帝国の皇帝に就けることを望む。息子と娘がいる。
怡敢（イ・カン）
朱国の将軍。ギョロ目に髭だらけのいかつい顔が特徴。有能な武人で、締のよき片腕。己の武勇に自信を持つが慢心はせず、リーアンに叩きのめされた時も素直に賞賛し、以後彼をすっかり気に入ってしまった。
阿茜（アチェン）
楊戩がかつて人間であった頃、愛し合った侍女。楊戩が玉鼎真人の誘いを受け、仙界入りするために辰を去り、その後辰が滅亡して皇宮が炎上。楊戩の子を身篭っており、産まれた子が桑締の先祖にあたる。

#### 淡国
同国（及び西方域）の出身者の容貌は西洋人風であり、名前も他の「姓+名」ではなく「名+姓」の西洋式で、漢字表記はされていない。
イシク・トゥル
西の大国淡の国主。レンの率いる華の淡国討伐軍をリーアンの手を借りて一度は退けるが、再度来襲した華軍に国諸共に滅ぼされる。
元々は先代淡国主の跡継ぎではない立場だったが、愛し合った侍女を父に奪われ、更に父の死後、彼女を後継者である兄が妻にしたいと望んだ事を知ったことから兄弟全員を殺害して国主の座に就いた。
蘇生したレンに攻め入られ、アディリナ母娘が眠る霊廟で自害した。
アディリナ
表向きはイシクの異母妹だが、実はイシクと彼の侍女となった女奴隷（レンの母）との間に生を受けた愛娘。レンの異父妹に当たるが、彼がそれを知る事は無かった。生まれつき病弱で、レンの来襲直前に病没する。無自覚ながらリーアンの初恋の相手であった。
アディリナの母
イシクの侍女で初恋の人だったが、淡国城に買い取られた当初は夫を殺され、息子（レン）と引き離されたショックで一時的に口が利けなかった。イシクの献身的な愛情で、言葉を取り戻し笑顔を見せるようになる。しかし、先代国主であったイシクの父に奪われ、数ヶ月の後にアディリナを産む。実はレンの生き別れた母親。
亡くなる直前、アディリナに「ずっとイシクさまが好きでしたと、伝えて」と遺言する。
サジェル
イシクに仕える軍師。レンが淡国に攻め入ってきた時には、淡国軍の指揮を執った。
淡国陥落の際、「できるなら生きろ」と言ったイシクに頷いたものの、霊廟を出てすぐに自害した。

#### 橡国
北の対立する別国との国境にあり、国境には大きな城壁がある。
古芳（クーファン）
北の橡国の国主。まだ幼いため、母太后・晢旭（シーシェ）が摂政として政冶を執り行っている。
寿帝が晢旭を連れて脱出しようとした際、その手に噛み付き抵抗するが、晢旭を奪われてしまう。リーアンの制止を振り切り、泣きながら母を捜し回り、炎上する城内を彷徨いながら焼死した。
晢旭（シーシェ）
古芳の生母。母太后として、古芳に代わり政冶を執り行っている。艶冶な美女。
林湊（リンツォ）の左道（呪術）にかかる前は、貞淑な妻であり慈愛の母だった。
北征でやって来た寿帝の寵愛を受け、昼夜を問わず情事を繰り返していた。晢旭に溺れた寿帝が戦場に出陣しなくなった為、それを憂えた将軍たちに懇願されたレンに刃を向けられたが、寿帝が庇う。
最後は橡国重臣たちの裏切りに遭い、寿帝と共に城を出るが、竜王剣の封印を解いてしまい、龍の能力に目覚めたリーアンの落雷により死亡する。

## 書誌情報
- 河惣益巳 『火輪』白泉社〈花とゆめコミックス〉、全17巻
  1. 1992年8月25日発行、ISBN 4-592-12261-5
  2. 1993年1月25日発行、ISBN 4-592-12262-3
  3. 1993年6月25日発行、ISBN 4-592-12263-1
  4. 1993年11月25日発行、ISBN 4-592-12264-X
  5. 1994年4月25日発行、ISBN 4-592-12265-8
  6. 1994年7月25日発行、ISBN 4-592-12266-6
  7. 1994年11月25日発行、ISBN 4-592-12267-4
  8. 1995年3月25日発行、ISBN 4-592-12268-2
  9. 1995年6月25日発行、ISBN 4-592-12269-0
  10. 1995年9月25日発行、ISBN 4-592-12270-4
  11. 1995年11月25日発行、ISBN 4-592-12278-X
  12. 1996年3月25日発行、ISBN 4-592-12279-8
  13. 1996年7月25日発行、ISBN 4-592-12307-7
  14. 1996年10月25日発行、ISBN 4-592-12308-5
  15. 1997年2月25日発行、ISBN 4-592-12326-3
  16. 1997年6月25日発行、ISBN 4-592-12327-1
  17. 1997年9月25日発行、ISBN 4-592-12328-X 同時収録 熱砂流
- 河惣益巳 『火輪』 白泉社〈白泉社文庫〉、全8巻
  1. 2005年3月15日発売[18]、ISBN 978-4-592-88451-4
  2. 2005年5月13日発売[19]、ISBN 978-4-592-88452-1
  3. 2005年7月15日発売[20]、ISBN 978-4-592-88453-8
  4. 2005年9月15日発売[21]、ISBN 978-4-592-88454-5
  5. 2005年11月15日発売[22]、ISBN 978-4-592-88455-2
  6. 2006年1月13日発売[23]、ISBN 978-4-592-88456-9
  7. 2006年3月15日発売[24]、ISBN 978-4-592-88457-6
  8. 2006年5月12日発売[25]、ISBN 978-4-592-88458-3